# Хайнрих (Анхалт-Кьотен)
Хайнрих фон Анхалт-Кьотен (на немски: Heinrich von Anhalt-Köthen; * 30 юли 1778, дворец Плес; † 23 ноември 1847, Кьотен) от род Аскани, е последният херцог на Анхалт-Кьотен (1830 – 1847) след брат си Фридрих Фердинанд. Той е генерал на пехотата на пруската армия (1847).

## Биография
Той е четвъртият син (седмото дете) на княз Фридрих Ердман фон Анхалт-Кьотен-Плес (1731 – 1797) и съпругата му графиня Луиза Фердинанда фон Щолберг-Вернигероде (1744 – 1784), дъщеря на граф Хайнрих Ернст фон Щолберг-Вернигероде (1716 – 1778) и втората му съпруга принцеса Кристиана Анна Агнес фон Анхалт-Кьотен (1726 – 1790), по-голямата сестра на баща му. Брат е на Емануел Ернст Ердман (1768 – 1808), наследствен принц на Анхалт-Кьотен-Плес (слабоумен), бездетния Фридрих Фердинанд (1769 – 1830), херцог на Анхалт-Кьотен (1818 – 1830), Анна Емилия (1770 – 1830), наследничка на Плес, принц Кристиан Фридрих (1780 – 1813), убит в битката при Кулм, и на Лудвиг (1783 – 1841), княз на Анхалт-Кьотен-Плес.
На 16 декември 1818 г. брат му Фридрих Фердинанд получава управлението на Херцогство Анхалт-Кьотен след смъртта на племенника му 2. град, малолетния херцог Лудвиг фон Анхалт-Кьотен (1802 – 1818). Тогава той дава господството Плес на брат си Хайнрих.

През 1818 г. Хайнрих влиза като княз в управлението на господството Плес. След 1830 г. той поема трона в Кьотен. Плес той оставя на по-малкия си брат Лудвиг, който умира през 1841 г. Благодарение на Хайнрих през 1840 г. първата железница стига до град Кьотен. От 1841 до 1847 г. той едновременно е княз на господството Плес.
Херцог Хайнрих служи от 1796 г. в пруската армия, в похода от 1806 г. като майор и накрая като генерал-майор. През 1830 г. получава ордена на Черния орел. От 1841 г. той отново е на пруска служба и през 1847 г. е повишен на генерал на пехотата.
През 1847 г. херцог Хайнрих фон Анхалт-Кьотен оставя господството Плес на своя племенник, граф Ханс Хайнрих X фон Хохберг (1806 – 1855), син на сестра му Анна Емилия (1770 – 1830) и граф Ханс Хайнрих VI фон Хохберг, фрайхер фон Фюрстенщайн (1768 – 1833).
Хайнрих фон Анхалт-Кьотен умира бездетен на 69 години на 23 ноември 1847 г. в Кьотен и е погребан в княжеската гробница в църквата „Св. Якоб“ в Кьотен. През 1847 г. княжеството Анхалт-Кьотен отива първо към Анхалт-Бернбург, а през 1853 г. към Анхалт-Десау.

## Фамилия
Хайнрих фон Анхалт-Кьотен се жени на 18 май 1819 г. в Требшен/Тшебехов за принцеса Августа Фридерика Есперанца Ройс-Кьостриц от младата линия (* 3 август 1794, Брауншвайг; † 13 юли 1855, Кьотен), дъщеря на принц Хайнрих XLIV Ройс-Кьостриц (1753 – 1832) и втората му съпруга фрайин Августа Ридезел цу Айзенбах (1771 – 1805), дъщеря на фрайхер Фридрих Адолф Ридезел цу Айзенбах (1738 – 1800) и Фридерика Шарлота Луиза фон Масов (* 1746). Бракът е бездетен.